# ABU Radio Song Festival 2012
L'ABU Radio Song Festival 2012 è la prima edizione degli ABU Radio Song Festival. La prima edizione era originalmente in programma a Mumbai il 26 e il 28 novembre 2010, ma i due eventi (compreso l'ABU TV Song Festival 2012), sono stati rinviati al 14 ottobre 2012, quando si sono svolti a Seul, in Corea del Sud, nella KBS Hall.

## Storia
Il progetto di questo concorso è stato annunciato nel 2007 dall'UER, produttore dell'Eurovision Song Contest, che ha annunciato che stava vendendo il format ad una società asiatica che voleva indire un concorso simile in Asia.
Originariamente è stato chiamato Asiavision Song Contest ma poi, grazie all'accordo con Asia-Pacific Broadcasting Union, il concorso è stato ribattezzato Our Sound. Infine, il concorso è stato nominato ABU Radio Song Festival.

## Formato
Diversamente dall'Eurovision Song Contest, ci sono due versioni del concorso: l'ABU TV Song Festival e l'ABU Radio Song Festival.
Nell'ABU Radio Song Festival 26 partecipanti provenienti dall'Asia e dall'Oceania si sono sidano in diretta televisiva. Un comitato di selezione nazionale vota le più belle canzoni, e le prime tre vengono premiate da una giuria di giudici.
Nell'ABU TV Song Festival hanno partecipato 13 Paesi.
Il tema dei due festival è stato Al di là dell'onda, che si riferisce al cambiamento digitale della televisione.

## Nazioni qualificate
Delle ventisei iscrizioni, solo quindici sono passate in finale.
Il 14 settembre, il partecipante delle Figi si è ritirato dalla competizione.
| N° | Nazione                   | Artista            | Canzone               | Traduzione italiana     | Lingua            | Posizione | Premio       |
| -- | ------------------------- | ------------------ | --------------------- | ----------------------- | ----------------- | --------- | ------------ |
| 01 | Corea del Sud (ospitante) | Afrodino           | Pepperoni (페퍼 로니) | Salame piccante         | Coreano, Inglese  | 6         | -            |
| 02 | Brunei                    | Maria              | The sweetest memory   | Il ricordo più dolce    | Malay             | 3         | Silver Award |
| 03 | Malaysia                  | K-Town Clan        | Party Animal          | -                       | Inglese           | 5         | Jury Award   |
| 04 | Vanuatu                   | Sammy Ray Jones    | Rinet                 | -                       | Inglese           | 4         | Bronze Award |
| 05 | Pakistan                  | Bilal Ahmed        | Wada (وعدہ)           | Promessa                | Urdu              | 6         | -            |
| 06 | Malaysia                  | Sabhi Sadhi        | Waktu                 | Tempo                   | Malay             | 6         | -            |
| 07 | Bhutan                    | Dechen Wangmo      | Black as Snow         | Nero come la neve       | Dzongkha, Inglese | 6         | -            |
| 08 | Iran                      | Mohsen Manouchehri | Iran (ایران)          | Iran                    | Persiano          | 6         | -            |
| 09 | Australia                 | Danielle Blakey    | Fearless              | Impavido                | Inglese           | 2         | Golden Award |
| 10 | Indonesia                 | Rando Sembiring    | Menunggu              | Attesa                  | Indonesiano       | 6         | -            |
| 11 | Singapore                 | Jae Ang            | Promise me            | Promettimi              | Inglese           | 6         | -            |
| 12 | Vietnam                   | Chu Manh Cuong     | Quê Hương Ơn Bác      | Madrepatria, grazie zio | Vietnamita        | 6         | -            |
| 13 | Corea del Sud (ospitante) | Bily Acoustie      | For a Rest            | Per un riposo           | Coreano, Inglese  | 1         | Gran Prix    |

## Nazioni non qualificate
| Nazione   | Lingua             | Artista                                         | Canzone                             | Traduzione italiana                |
| --------- | ------------------ | ----------------------------------------------- | ----------------------------------- | ---------------------------------- |
| Bhutan    | Dzongkha           | Sonam Tshewang                                  | Nga num che                         | -                                  |
| Brunei    | Malay, Inglese     | Jazz Hayat                                      | I stalk your profile                |                                    |
| Figi      | Inglese            | Luisa Serevi                                    | Help me to conserve                 | Aiutami a conservare               |
| India     | Malayalam, Inglese | Bimblotica                                      | I'm a girl                          | Sono una ragazza                   |
| India     | Sanscrito          | Mathur Lakshmi Keshava & Group                  | Vayam Atra Sanjataha Asmakam Punyam |                                    |
| Indonesia | Indonesiano        | Dorkas Lea Waroy                                | Aku rindu                           | Mi manca                           |
| Iran      | Strumentale        | Heidar, Shokrollah, Sepahvand & N. Razazadeh    | Tone of joyful music of Lorestan    | Tono di musica gioiosa di Lorestan |
| Iran      | Strumentale        | Mohsen Nafar                                    | Dast Afshan (دست افشان)             | Danza                              |
| Iran      | Persiano, Inglese  | Shayan Bohluli, Amin Alizadeh & Hamed Khodadadi | The first day of spring             | Il primo giorno di primavera       |
| Sudan     | Arabo              | Abdel Gadir Salim                               | Bessama                             | -                                  |

## Ritirate
| Nazione   | Lingua    | Artista           | Canzone                       | Traduzione italiana      |
| --------- | --------- | ----------------- | ----------------------------- | ------------------------ |
| Sri Lanka | Singalese | Surendra Perera   | Wehi pabalu salee (වැහි පබළු සැලී) | Goccia di pioggia        |
| Figi      | Inglese   | Sevanaia Yacalevu | Time For A Change             | Tempo per un cambiamento |